# 에스투로이섬
에스투로이섬(페로어: Eysturoy, 덴마크어: Østerø 외스테뢰[*])은 페로 제도의 섬 중 하나로, 두 번째로 크다. 섬 이름은 페로어로 "동쪽의 섬"을 뜻한다.